# Arenivaga investigata
Arenivaga investigata (лат.) — вид песчаных тараканов-черепашек рода Arenivaga из семейства Corydiidae (или Polyphagidae). Обнаружены в Северной Америке: Мексика и США (Аризона, Калифорния, Техас).

## Описание
Среднего размера тараканы овально-вытянутой формы: длина тела около 15,0 — 24,8 мм; наибольшая ширина тела (GW) 6,5 — 11,5 мм; ширина пронотума (PW) 4,73—8,13 мм; длина пронотума (PL) 3,73—5,82 мм. Соотношение длины тела к его наибольшей ширине у голотипа = TL/GW 1,62. Основная окраска светло-коричневая, одноцветная. Arenivaga investigata может быть диагностирован по единственному шипу на правом вентральном фалломере.
Arenivaga investigata мигрирует вертикально в рыхлом песке на дневной основе. Весной и летом активность у поверхности начинается через 2 часа после наступления темноты и продолжается большую часть ночи. Зимой активность соответствует пику ночной температуры поверхности. Насекомые передвигаются прямо под песком, что делает их менее уязвимыми для хищников (например, скорпионов), поскольку они добывают мёртвые листья, корни и другую пищу. В течение всего года A. investigata может найти относительную влажность около 82 %, спустившись на 45 см в песок, и может избежать температуры выше 40 °C, двигаясь не ниже 15 см. Летом тараканы спускаются в песок глубже, чем зимой. В июле все стадии развития, за исключением взрослых самцов, находятся на глубине 2,5—30 см от поверхности, с максимумом 12,5 см. В ноябре насекомые встречаются на глубине не более 15 см, а большинство — на глубине 5 см и менее. Возможно, что максимальная глубина, на которую зарываются эти тараканы, ограничена гипоксией (Cohen and Cohen, 1981). Arenivaga investigata чаще всего связан с кустарниками Larrea tridentata, Atriplex canescens и Croton californicus. В пустыне растительность является источником тени и пищи, а подземные корневые системы концентрируют доступную влагу.
Многие элементы жизненной истории остаются неисследованными. В надземных условиях живут только крылатые самцы (отличаются ярко выраженным половым диморфизмом: самки рода Arenivaga бескрылые, внешне напоминают мокриц). Вид был впервые описан в 1969 году по материалам из песчаных дюн Калифорнии, а его валидный статус подтверждён в ходе ревизии, проведённой в 2014 году американским энтомологом Хейди Хопкинсом (Heidi Hopkins).